# سام براون (ناشط)
سام دبليو براون جونيور (بالإنجليزية: Sam Brown)‏، ناشط سياسي سابق، ورئيس وكالة التطوع الداخلي الأمريكية (أكشن) في عهد الرئيس جيمي كارتر، وسفير لدى منظمة الأمن والتعاون في أوروبا.

## النشأة والتعليم
وُلِد سام دبليو براون جونيور في 27 يوليو 1943، في كاونسيل بلافز، أيوا. التحق بمدرسة أبراهام لنكولن الثانوية في كاونسيل بلافز، حيث كان، كما يصف نفسه، «الطالب العسكري المتميز في تدريب ضباط الاحتياط» في طفولته، كتب: «لم يخطر ببالي أبدًا أن أمريكا يمكن أن تكون على خطأ» التحق براون بجامعة ريدلاندز في كاليفورنيا، حيث كان أول رئيس للجمهوريين الشباب ثم رئيس هيئة الطلاب. في عام 1967 كان براون رئيس المجلس الاستشاري لجمعية الطلبة الوطنية. في عام 1967 ترشح براون لمنصب رئيس الجمعية الوطنية للطلبة وخسر. حصل براون على شهادة البكالوريوس من جامعة ريدلاندز في عام 1965، ماجستير من جامعة روتجرز في عام 1966، تابع دراساته العليا في كلية اللاهوت بجامعة هارفارد من 1966-1968، وكان زميلًا في معهد جون إف كينيدي للسياسة، جامعة هارفارد، في عام 1969.

## المتحدث باسم الجمعية الوطنية للطلبة خلال فضيحة وكالة المخابرات المركزية والجمعية الوطنية للطلبة
في عام 1967، ذكرت مجلة رامبارتس أن وكالة المخابرات المركزية كانت تستخدم الجمعية الوطنية للطلبة الأمريكية (NSA) لجمع المعلومات الاستخباراتية في الخارج. وكشف رئيس المنظمة آنذاك، فيليب شيربورن، في محادثة مع المدير المالي للمنظمة، مايكل وود، أن وكالة المخابرات المركزية كانت تنقل الأموال إلى المنظمة من خلال مختلف الجهات الخيرية في مقابل تعاون سري من الطلاب في البرامج الدولية لوكالة الأمن القومي. بصفته متحدثًا باسم المجلس الوطني للإشراف الوطني التابع لوكالة الأمن القومي في ذلك الوقت، كان براون مرعوبًا بشكل خاص من مأزق أعضاء البرامج الدولية لوكالة الأمن القومي: «كانت الضغوط المهولة التي تعرض لها هؤلاء الأشخاص بكل بساطة لا يمكن فهمها بالنسبة لي ... معاناة هؤلاء الأشخاص الذين كانوا محاصرين ولم يتمكنوا من كسر هذا الوثاق كانت هائلة.» قال براون إن مجلس الإشراف ليس لديه علم بتورط وكالة المخابرات المركزية حتى أُبلغ عنه، وأعلن أن وكالة الأمن القومي ستساعد في أي تحقيق حول دور وكالة المخابرات المركزية، وقال «تدين حكومة الولايات المتحدة باعتذار غير مشروط لوكالة الأمن القومي لاستخدامها لها بهذه الطريقة المراوغة»

## منظم مكافحة الحرب

### صيف فيتنام
شارك براون لأول مرة في التنظيم خلال «صيف فيتنام» في عام 1967 عندما قام 500 موظف مدفوع الأجر و 26 ألف متطوع بتنظيم مئات المشاريع الشعبية المناهضة للحرب. كان براون أحد المتطوعين الذين اكتسبوا خبرة قيمة خلال صيف فيتنام. قال براون: «أعرف أن المرة الأولى التي ذهبتُ فيها وطرقتُ باب أحدهم وانتظرتُ إجابته حتى يمكن أن أخبرهم أنني أريد التحدث معهم عن الحرب لم تكن لحظة سهلة». قال براون إن المتطوعين اكتسبوا مهارات تنظيمية قيّمة طبقها لاحقًا هو والآخرون خلال حملة يوجين مكارثي الانتخابية للرئاسة. قال براون: «إلى حد ما لم يكن من الممكن أن تحدث حملة مكارثي دون ذلك».

### منسق الشباب لماكارثي للرئاسة
كان براون منسق الشباب لحملة السناتور يوجين جاي مكارثي الرئاسية. وفقًا لتوم ويلز في كتابه الحرب من الداخل، قد يتسلى براون أحيانًا بفكرة أن مكارثي قد يفوز بالترشيح «في بعض الأحيان لمدة تصل إلى ثلاثين دقيقة في المرة الواحدة.» وكانت جاذبية الحملة الرئيسية لبراون هي أنها «أعطت فرصة وأعطت ذريعة لطرق أبواب الناس والقول، 'مرحبا، أنا سام براون. أنا هنا لأنني أود التحدث معك حول الحرب في فيتنام - وعن جين مكارثي'» أمل براون في أن تُظهر حملة مكارثي للناس أن المحتجين «ليسوا أقلية مجنونة».
في عام 2008، كتبت زوجة براون، أليسون تيل، عن دور براون في المؤتمر الديمقراطي لعام 1968: «في عام 1968، كان زوجي سام هو نقطة الوصل بين حملة مكارثي والمتظاهرين، وكان في نهاية المطاف شاهد دفاع في محاكمة سبعة شيكاغو». وقالت أيضًا «ضمن قيادة مؤتمر 1968، كان هناك عملاء محرضين من شرطة شيكاغو ومكتب التحقيقات الفيدرالي.»
يقول براون إن العمل الجاد هو سر كونك منظمًا ناجحًا. ويقول أيضًا: «عليك أن تكون على استعداد للعمل لساعات طويلة مقابل أجر ضئيل للغاية». «لكن هناك مكافأة نفسية كبيرة.» قال أحد الأصدقاء في عام 1969 «سام لديه ثلاث صفات عظيمة»، «إنه مستعد للعمل في كل دقيقة من كل يوم. إنه هادئ في أشد الأزمات توترًا. وهو شخص رائع ولطيف للغاية» قال براون في عام 1969 إن التنظيم هو أفضل ما يفعله وهو لا يريد أن يصبح من المشاهير. قال براون: «إن أسوأ شيء يمكن أن يحدث للمنظم هو أن يُرى على أنه قائد». «هناك تحيز هائل ضد القيادة في البلاد الآن»